# 58. sydlige breddekreds
Den 58. sydlige breddekreds (eller 58 grader sydlig bredde) er en breddekreds, der ligger 58 grader syd for ækvator. Den løber gennem Atlanterhavet, det Indiske Ocean og Stillehavet.